# Kontinens

A kontinensek száma különböző felosztások szerint

A kontinens, avagy földrész, világrész, a Föld szárazföldjeinek nagy egysége. A kontinensek közös tulajdonsága az, hogy valamely kontinentális kéreg részei. Az egyes földrészek elkülönítése azonban inkább hagyományon alapul, mintsem valamilyen szigorú feltételen. A kifejezést kétféle értelemben használják:
- Szűkebb értelemben a Föld bolygó nagyobb összefüggő szárazföldi területeinek megkülönböztető neve – a kisebbeket szigetnek nevezzük.
- Tágabb értelemben a nagy összefüggő szárazföldek és a környező szigetek együttesét értjük alatta.

Az, hogy mely területeket tekintünk önálló kontinensnek, nagyban függ attól, hogy milyen szempontok szerint határozzuk meg őket. Ezek alapvetően természettudományi (természetföldrajzi, lemeztektonikai) jellegűek, de társadalomtudományi (kulturális, politikai) szempontok figyelembevételével merőben eltérő osztályozások is léteznek. Az egyik gyakori felosztás a következő hét kontinenst tartja számon (a nagyobbtól a kisebb felé haladva): Ázsia, Afrika, Észak-Amerika, Dél-Amerika, Antarktika, Európa és Ausztrália.

## Természetföldrajzi és geológiai értelmezések

### Természetföldrajz
A kontinens hagyományos természetföldrajzi meghatározás szerint nagy kiterjedésű, összefüggő szárazföld. Ez az értelmezés azonban több problémát is felvet:
- Nem egyértelmű, hogy mi számít nagy kiterjedésű szárazföldnek. Így többé-kevésbé szubjektív módon tekintjük a 2 166 086 km² területű Grönlandot a legnagyobb szigetnek, a 7 617 930 km² területű Ausztráliát pedig a legkisebb kontinensnek.
- Több olyan, egymástól földrajzilag elkülönülő földterület létezik, amelyeket a teljes területüknél aránytalanul kisebb földszorosok kötnek össze. Ha a kontinenst összefüggő szárazföldként határozzuk meg, akkor Észak- és Dél-Amerika (melyeket a Panama-földszoros köt össze), valamint Afrika és Eurázsia – amelyeket a Szuezi-földhíd köt össze – is egy kontinens, Amerika ill. Afroeurázsia.
- A földtörténet során a tengerek szintje jelentősen változhat, ezért kontinentális területek kerülhetnek víz alá, és válhatnak szárazfölddé. Ennek figyelembevételével egyesek az összefüggő szárazföld helyett az összefüggő kontinentális kérget tekintik kontinensnek. Ez alapján Amerika és Eurázsia is egy kontinens. A két földterületet ma elválasztó Bering-szoros a múltban többször is vált szárazulattá, majd újra tengerré.

A meghatározás gyenge pontjait figyelmen kívül hagyva azonban a következő, többé-kevésbé elterjedt természetföldrajzi felosztást kapjuk: Afrika, Eurázsia, Ausztrália, Észak-Amerika, Dél-Amerika, Antarktika.
Így viszont a szigetvilággal valamint a közép-amerikai földhíddal nagy területek kimaradnak a kontinensfogalomból. A természetföldrajzi kontinensfogalom nem elégséges társadalomföldrajzi csoportosításra, mert nem vezet teljes rendszerhez, ezért egy hibrid természeti-társadalmi rendszert kell erre a célra használni, hogy Nagy-Britannia Európában, Kuba és Haiti Amerikában, Madagaszkár Afrikában, Szumátra Ázsiában lehessen. Közép-Amerika és Óceánia pedig egyáltalán létezhessen, mint kategória.

### Geológia

A Föld tektonikus lemezei

A kontinens fogalma a geológia értelmezésében a különböző kontinensek elkülönítése nem játszik akkora szerepet, mint a természetföldrajz esetében. Sokkal fontosabb a kontinens és az óceán elkülönülése. A litoszféra lemezekre tagolódik, melyek kontinentális és óceáni elemekből tevődnek össze. Ezen lemezek általában mindkét kéregtípust magukon hordozzák, de van példa arra is, hogy csak óceáni kéregből áll (Csendes-óceáni-lemez, Nazca-lemez). A kétféle kéreg közötti legszembetűnőbb különbség a vastagságukban és az őket felépítő kőzetek típusában mutatkozik.
A kontinentális kéreg jóval vastagabb az óceáni kéregnél: az előbbi átlagosan 40 km vastag, de a kratonoknál 100 km is lehet; ezzel szemben az utóbbi maximális vastagsága 6 km, az óceánközépi hátságoknál azonban gyakorlatilag nulla. A kontinentális kéreg főként gránitból és granodioritból áll. A kontinentális kérgen belül megkülönböztetik 
- a stabilizálódott kéregrészt, amely a kéreg legnagyobb területű része.
- a mobilis torlódásos övet, azaz a fiatal gyűrthegységek területét, mint az Alpok, Kárpátok és Kárpát-medence, Balkán-félsziget, Anatólia, Kaukázus, Irán, Afganisztán, Himalája, Tibet, Burma, Maláj-félsziget, Indonézia, Pápua Új-Guinea, Kamcsatka, Kordillerák, Andok.
- a selfet, amely a kontinentális kéreg tengerrel elöntött része, mint a Balti-tenger, Ír-tenger, Északi-tenger, az Ausztrália és Pápua Új-Guinea közötti tenger, az Indonézia és Malajzia körüli és közötti tenger, a Bering-szoros.

Az óceáni kéreg anyaga gabbró és bazalt.
A geológiai kontinensfogalom is felvet problémákat. A kéreglemezek és a látszólagos kontinensek néhol nem esnek egybe.
- A zömmel óceáni kéreglemezből, valamint – a Yucatán-félszigettől délre – a közép-amerikai földhídból, a Jamaica, Hispaniola, Puerto Rico, Kis-Antillák szigetsorból, és a kettőt Kolumbia és Venezuela északi partján összekötő sávból álló karibi kéreglemez legutóbb említett parti sávja látszólag Dél-Amerika része.
- A karibi térségben levő Kuba valójában az észak-amerikai lemezen van.
- A Holt-tenger árkától nyugatra eső „ázsiai” területek valójában az afrikai kéreglemezen vannak.
- Az ohotszi hosszúsági körtől keletre eső „ázsiai” területek – így Kamcsatka is – valójában az észak-amerikai kontinentális kéreglemezen vannak.
- Kis-Ázsia és a európai Peloponnészosz valójában nem a kontinentális, hanem az önálló hellén-török lemezen vannak Ciprussal, Krétával és az Égei-tenger szigeteinek nagyobb részével együtt.

A geológiai kontinensfogalom hasonlóképpen elégtelen társadalmi-politikai célokra, mint a természetföldrajzi. A megoldás itt is egy hibrid fogalom.

### Őskontinensek
A Föld szilárd kérgének kialakulása után nem sokkal a kéreg felszakadozott, és beindult a lemeztektonika. A kambrium előtti őskontinensekről gyér információk állnak rendelkezésre. Néhány ismert őskraton alapján legalább egy szuperkontinens, Rodinia létezett, emellett azonban ismeretlen kontinensek is létezhettek, valamint talán San Francisco-, Kongó- és Kalahári-pajzsok is elkülönültek tőle. 800 000 000 évvel ezelőtt Rodinia feldarabolódott.
Mintegy 550 000 000 évvel ezelőttre négy nagyobb kőzetlemez alakult ki. Az északi féltekén a Pannotia részekre hullásával Laurencia, Fennoszarmácia és Angara, a délin pedig Gondwana helyezkedett el. Talán már ekkor önállóvá vált a Szibériai-pajzs és Baltica is. Az ordovícium folyamán Gondwanáról levált Baltica, az északi kontinensek viszont közeledtek egymáshoz.
A szilurban Gondwana egységes maradt, miközben az északi kisebb kontinensek lassan összeálltak Euramerika kontinenssé. A devonra három kontinens jött létre: Gondwana, Euramerika és Szibéria. A karbon során mindhárom kontinens közeledett egymáshoz, így összeállt a Pangea.
220 000 000 évvel ezelőtt, a triász időszakban csak egy szárazföld volt, a Pangea. 150 000 000 évvel ezelőtt, a jura időszakban 2 kontinens volt Laurázsia (Eurázsia, Észak-Amerika) és Gondwana (Afrika, Dél-Amerika, Ausztrália, Antarktika).

## Társadalomföldrajzi értelmezések
A világ szárazföldjei nem csak természetes szempontok alapján oszthatók fel, hanem az emberi társadalmak különbségeinek figyelembevételével is. Ezek a felosztások azonban sosem függetlenek a természetföldrajzi tényezőktől, hiszen a különböző területek különböző társadalmai nagyrészt a különböző természeti adottságoknak és az egymástól való viszonylagos elszigeteltségnek köszönhetők.
Jared Diamond a kontinens fogalmát annak alapján használja, hogy mely területeken és mikor alakult ki önállóan élelmiszer-termelés (növénytermesztés és állattenyésztés) és hogy a korai élelmiszer-termelő központok milyen kapcsolatban álltak egymással, milyen módon terjedtek el a különböző haszonnövények és háziállatok. Háborúk, járványok, technikák című művében az alábbi területeket értelmezi kontinensnek:
- Eurázsia és Észak-Afrika – Ezen a területen önállóan a termékeny félholdon i. e. 8500 körül, Kína területén i. e. 7500 körül alakult ki az élelmiszer-termelés, a későbbiekben pedig a kelet-nyugati tengelyének köszönhetően könnyen elterjedt az egész földrészen.
- Szubszaharai Afrika – Nem bizonyított, hogy ezen a területen valaha is önállóan kialakult volna az élelmiszer-termelés, de elképzelhető, hogy ez i. e. 5000-re a Száhel-övezetben és i. e. 3000-re a trópusi Nyugat-Afrikában egymástól függetlenül is kialakult. A területet északról határoló Szahara és a trópusi éghajlat mindenesetre megnehezítette az eurázsiai haszonnövények és háziállatok elterjedését.
- Ausztrália és Óceánia – Feltehetően Új-Guineán i. e. 7000 körül önállóan kialakult a növénytermesztés (az állattenyésztés nem), de erre nincs egyértelmű bizonyíték. Mindenesetre az élelemtermelés nagyon kis területre korlátozódott, ahonnan nem tudott elterjedni. Laza összeköttetésben állt Délkelet-Ázsiával, ahonnan egyes új-guineai és óceániai népek átvehettek más haszonnövényeket és az állattenyésztés alapjait.
- Amerika – I. e. 3500 körül Közép-Amerikában, nagyjából ugyanekkor az Andok és Amazónia térségében, i. e. 2500 körül pedig Észak-Amerika keleti felén alakult ki önállóan az élelmiszer-termelés. A földrész észak–déli tengelye és a különböző földrajzi akadályok jelentősen megnehezítették az élelmiszer-termelés technikáinak elterjedését, a más kontinensektől való elszigeteltség pedig más technikák átvételét.

Ez a rendszer valójában majdnem megegyezik a természetföldrajzi rendszernek azzal a változatával, amelyik az egybefüggő területeket egy kontinensnek tekinti, ahhoz képest mindössze Afroeurázsiát osztja két részre a Szaharával.

## Hagyományos felosztások

Az olimpiai zászló. Az öt karika Európát, Ázsiát, Afrikát, Amerikát és Ausztráliát jelképezi

A ma elterjedt kontinens-meghatározások alapvetően hagyományon alapulnak, melyekben keverednek különböző korok világszemléletei és ismeretei, valamint a társadalmi és természeti szempontok, és ebből lényeges ellentmondások származhatnak.
A természetföldrajzilag teljesen megalapozatlan kontinenseket is természetföldrajzi határokkal definiálják, pl. Észak- és Közép-Amerika határának a Rio Grande folyót tekintik – miközben az észak-amerikai lemez és a karibi lemez határa a Yucatán-félsziget.
Ezek a határok társadalmi, kulturális, politikai egységeket vághatnak ketté, mint pl. a természetföldrajzilag egységet alkotó Európa és Ázsia határa a Kaukázusnál és az Uralnál. Emellett a Kaukázus történetesen az eurázsiai-lemez és az iráni-lemez határa.  Európa és Ázsia határának Hérodotosztól az újkorig a Tanaisz, azaz a Don számított.
Amerika esetén még bonyolultabb a helyzet. Társadalomföldrajzi szempontból két részre osztható. Az angolszász-francia északi részre (USA, Kanada), valamint spanyol–portugál–francia nyelvű Latin-Amerikára. Lemeztektonikailag szárazföldjei három lemezen találhatók. Észak-Amerika az észak-amerikai lemezen délen a Yucatán-félszigetet, valamint Kubát is beleértve, Közép-Amerika a karibi lemezen, Dél-Amerika pedig a dél-amerikai lemezen, de északi partvidéke szintén a karibi lemezen.  A természetföldrajzi Latin-Amerika a dél-amerikai és karibi lemez egészét, valamint az észak-amerikai lemez déli részét (Mexikó, Guatemala, Belize foglalja el. Természetföldrajzi alapon Közép-Amerika északi határa alatt Latin-Amerika északi határát értik, de még társadalompolitikai szempontból sem általános ez. Az Észak- és Közép-amerikai, Karibi Labdarúgó-szövetségek Konföderációja belső tagolódásával például követi a természetföldrajzi, azaz lemeztektonikai határokat és Mexikót Észak-Amerikába sorolja.
Az egyik elterjedt hagyományos felosztás Európát, Ázsiát, Afrikát, Amerikát és Ausztráliát különbözteti meg, utóbbiba Óceániát is beleértve, illetve hatodikként Antarktikát, amelyet azonban gyakran nem vesznek számításba, mivel nem él rajta állandó emberi populáció.

### Történeti áttekintés

Anaximandrosz (kb. i. e. 610 – i. e. kb. 547) világtérképe

Európa, Ázsia és Afrika (Líbia) megkülönböztetése abból az időből származik, amikor a Földközi-tenger medencéje volt az ókori Nyugat-Eurázsiai civilizációk tengelye. Ebben a térségben a három földrészt tengerek és tengerszorosok választják el egymástól, így az Eurázsia belső területeit nem ismerő földközi-tengeri népek számára nem volt alaptalan ez a felosztás. E három földrészt együttesen nevezik Óvilágnak is, megkülönböztetve az Újvilágtól (Amerika, de esetenként ide sorolják Ausztráliát is), amely az európaiak számára a középkor végéig ismeretlen volt.
Amerikát felfedezése után egyetlen kontinensnek tartották, mivel nem állt rendelkezésre elegendő térképészeti információ, amely alapján felismerhették volna Észak- és Dél-Amerika földrajzi elkülönülését. A köznyelvben ma már inkább két kontinensként értelmezik. Esetenként önálló kontinensnek tekintik a természetföldrajzilag Észak-Amerikához tartozó Közép-Amerikát is, melyet többféleképpen is meghatároznak. Közép- és Dél-Amerikát együttesen Latin-Amerikának nevezik.

### A kontinensek elkülönítésének regionális különbségei
A hét kontinenst felsoroló modell (Ázsia, Afrika, Észak-Amerika, Dél-Amerika, Antarktika, Európa, Ausztrália) leginkább az angolszász országokban, Kínában és Európa egy részén elterjedt. A volt Szovjetunió államaiban és Japánban gyakori, hogy Eurázsiát egynek tekintik. A latin-amerikai országokban és néhány európai országban Amerika egy kontinensként való kezelése is népszerű felfogás.

## A kifejezés szűkebb használata
A kontinens kifejezés gyakran csak egy földrész összefüggő szárazföldi területeit jelenti a vele szomszédos szigetek nélkül. Így az európai kontinens kifejezés gyakori jelentése „Európa szigetek nélküli területe”. Például a budapesti Millenniumi Földalatti Vasút (M1-es metró) volt a kontinens első földalatti vasútja. (Mivel egész Európa első, földalattija Londonban épült, amely a Brit-szigeten található.)